# Papilio homerus
Papilio homerus је врста лептира из породице једрилаца (лат. Papilionidae).

## Распрострањење
Јамајка је једино познато природно станиште врсте.

## Станиште
Врста Papilio homerus има станиште на копну.

## Угроженост
Ова врста се сматра угроженом.